# Roger Ashton-Griffiths
Roger Ashton-Griffiths (Hertfordshire, 19 de enero de 1957) es un actor de teatro y cine, cantante, guionista y cineasta inglés.
Se graduó como músico en la Universidad de Lancaster y recibió una licenciatura en Bellas Artes en la Universidad del Este de Londres (2003), y comenzó su carrera como cantante con la English National Opera (Ópera Nacional Inglesa) en el Coliseo de Londres.
Ha aparecido en numerosas películas de alto perfil, entre ellas
- The Brothers Grimm y Brasil (de Terry Gilliam),
- Destino de caballero,
- Gangs of New York (de Martin Scorsese),
- Piratas (de Roman Polanski),
- El cocinero, el ladrón, su mujer y su amante (de Peter Greenaway),
- Conocerás al hombre de tus sueños (de Woody Allen) y
- Grace de Mónaco (de Olivier Dahan).

También ha trabajado extensamente en televisión, incluyendo Margaret y The Tudors.
Tiene dos hijos, y vive en Londres y en Suffolk.

## Filmografía[2]
- 1982: The Young Ones (serie de televisión), como Orgo
- 1983: The Nation's Health (serie de televisión).
- 1984: The Zany Adventures of Robin Hood (película de televisión), como entrenador
- 1984: The Secret Servant (serie de televisión), como Ivan
- 1985: Brazil, como sacerdote
- 1985: Plenty, como productor de radio
- 1985: Dreamchild, como el Sr. Duckworth
- 1985: El secreto de la pirámide, como detective sargento Lestrade
- 1986: Prospects (serie de televisión), como Eddie
- 1986: Piratas, de Roman Polanski, como Moonhead
- 1986: C.A.T.S. Eyes (serie de televisión), como Humbart
- 1986: Haunted Honeymoon, como Francis Jr.
- 1987: Empire State, como Punter en el café
- 1988: Crossbow (serie de televisión), como Town Crier
- 1988: Jack the Ripper (película de televisión), como Rodman (aparece como Roger Ashton Griffiths).
- 1989: Shadow of the Noose (miniserie de televisión), como William Thompson
- 1989: The Bill (serie de televisión), como el detective D. I. Larber
- 1989: El cocinero, el ladrón, su mujer y su amante, como Turpin
- 1989: Georg Elser - Einer aus Deutschland, como Watchman
- 1989: Chambre à part, como Harvey
- 1990: Mountains of the Moon, como Lord Cowley
- 1990: Grange Hill (serie de televisión), como Walt
- 1990: Chicago Joe and the Showgirl, como el inspector Tarr
- 1991: Lovejoy (serie de televisión), como dueño de tienda de antigüedades
- 1991: King Ralph, como el fotógrafo del rey (aparece como Roger Ashton Griffiths).
- 1992: The Young Indiana Jones Chronicles (serie de televisión), como el alemán siniestro
- 1992: The Life and Times of Henry Pratt (miniserie de televisión), como Len Arrowsmith
- 1993: The Darling Buds of May (serie de televisión), como el Sr. Ramsbottom
- 1993: Heidi (película de televisión), como clérigo
- 1993: Tierra de sombras, como el Dr. Eddie Monk
- 1994: Martin Chuzzlewit (miniserie de televisión), como George Chuzzlewit
- 1994: The Wimbledon Poisoner (miniserie de televisión), como Vicario
- 1994: La locura del rey Jorge, como miembro del Parlamento
- 1995: The Plant (película de televisión), como Geoff
- 1995: Go Now, como Walsh
- 1995: Aristophanes: The Gods Are Laughing (película de televisión).
- 1995: Restauración, como el Sr. Bung
- 1996: Cuentos de la cripta (serie de televisión), como Valdemar Tymrak
- 1996: Retrato de una dama, como Bob Bantling
- 1996: Jude: Corazones atormentados, como subastador
- 1996: The Fortunes and Misfortunes of Moll Flanders (película de televisión), como caballero en Mint
- 1996: The Wind in the Willows, como el fiscal
- 1997: Ivanhoe (miniserie de televisión), como prior Aymer
- 1997: The Odyssey (serie de televisión), como Polites
- 1997: Cadfael (serie de televisión), como Thomas de Bristol
- 1997: Swept from the Sea, como Canon Van Stone (aparece como J. G. R. Ashton-Griffiths).
- 1998: Merlin (miniserie de televisión), como Sir Boris
- 1998: Children of the New Forest (película de televisión), como Miller Sprigge
- 1998: Vanity Fair (miniserie de televisión), como el rey Jorge IV
- 1999: You're Dead..., como Cliff Sniffton, el gerente de banco.
- 2000: Lady Audley's Secret (película de televisión), como el Dr. Alwyn Mosgrave
- 2001: Deflation (cortometraje), como hombre meditador (sin acreditar).
- 2001: As If (serie de televisión), como hombre en la ducha
- 2001: Corazón de caballero, como viejo obispo
- 2001: Princess of Thieves (película de televisión), como el fraile Tuck
- 2001: Micawber (serie de televisión), como el Sr. Peck
- 2002: Gangs of New York, como P. T. Barnum
- 2002: Nicholas Nickleby, como el doctor
- 2003: Devil's Gate, como Eagle
- 2003: Lo que una chica quiere, como Lord Orwood
- 2004: Keen Eddie (serie de televisión), como "Glass Eye" ("ojo de vidrio") Gordon
- 2005: Empire (miniserie de televisión), como Panza
- 2005: Los hermanos Grimm, como Mayor
- 2006: Irish Jam, como Tom Flannery
- 2006: Samuel Johnson: The Dictionary Man (película de televisión), como Samuel Johnson
- 2006: Torchwood (serie de televisión), como el Sr. Garrett
- 2007: Aventuras en el Imperio (serie de televisión), como Tascius Pomponianus
- 2007: A Very British Sex Scandal (película de televisión), como Khaki Roberts
- 2007: Heroes and Villains (documental, serie de televisión), como el general Doppet
- 2008: The Passion (miniserie de televisión), como Syrian Prefect
- 2008: The Colour of Magic (película de televisión), como Lumuel Panter
- 2008: Mutant Chronicles (Crónicas mutantes o La era de la oscuridad), como monje científico
- 2009: Margaret (película de televisión), como John Sergeant
- 2009: Henry VIII: Mind of a Tyrant (serie de televisión), como el cardenal Wolsey
- 2009: Bright Star, como tendero
- 2009: The Tudors (serie de televisión), como Sir John Hutton
- 2009: Hell's Pavement, como Daffyd Tudor
- 2009: Tormented, como el Sr. Humpage
- 2010: Conocerás al hombre de tus sueños, como Jonathan
- 2010: Accidental Farmer (película de televisión), como Bill
- 2011: A Gun for George (cortometraje), como el Sr. Maddock
- 2011: Red Faction: Origins (película de televisión), como Grogan
- 2011: Little Crackers (serie de televisión), como primer magistrado
- 2013: Summer in February, como el Sr. Jory
- 2013: AB Negative (posproducción), como el contratista
- 2014: Grace of Monaco, como Alfred Hitchcock
- 2014: Juego de Tronos (serie de televisión), como Mace Tyrell